# 格蘭德維尤湖 (印地安納州)
格蘭德維尤湖（英語：Grandview Lake）是位於美國印地安納州巴塞洛繆縣的一個非建制地區。該地的面積和人口皆未知。

## 地理
格蘭德維尤湖的座標為39°09′08″N 86°02′47″W / 39.15222°N 86.04639°W，而該地的平均海拔高度為224米（即735英尺）。